# 7279 Hagfors
7279 Hagfors (1985 VD1) là một tiểu hành tinh vành đai chính được phát hiện ngày 7 tháng 11 năm 1985 bởi E. Bowell ở trạm Anderson Mesa thuộc đài thiên văn Lowell.